# Ông già Ba Tri
Ông già Ba Tri hay già Ba Tri là một người có thật, tên Thái Hữu Kiểm hay Cả Kiểm, sống vào đầu thời Minh Mạng (đầu thế kỷ XIX). Ông nổi tiếng với chuyện cùng mấy ông già khác, đi bộ từ huyện Ba Tri, Bến Tre ra tới Kinh thành Huế để nộp đơn kiện cho vua Minh Mạng, đòi lại công bằng cho người dân ở Ba Tri. Cho tới nay, cụm từ "Ông già Ba Tri" đã trở thành một thành ngữ phổ biến trong dân gian, để chỉ những ông già mà cứng cỏi, cương quyết bảo vệ công lý.

## Câu chuyện
Ông Thái Hữu Kiểm là cháu nội ông Thái Hữu Xưa, gốc ở Quảng Ngãi, sinh cơ lập nghiệp ở Ba Tri từ thế kỷ XVIII. Ông Xưa từng có công giúp chúa Nguyễn Ánh, được phong chức "Trùm cả An Bình Đông" quận Ba Tri. Năm 1806, ông Kiểm dựng chợ Trong bên cạnh rạch Ba Tri, giúp cho dân cư ở khu này có nơi làm ăn sinh sống. Khi đó có ông Xã Hạc ở chợ Ngoài chơi ép, đắp đập chặn không cho ghe thuyền từ sông Hàm Luông vào chợ Trong. Ông Kiểm bất bình, kiện lên phủ Huyện, phủ huyện xử chợ Trong thua với lập luận: "Mỗi làng đều có quyền đắp đập trong địa phận làng mình".
Cả Kiểm cùng dân buôn bán ở chợ Trong không chịu phán quyết trên. Ông liền cùng hai ông già nữa là Nguyễn Văn Tới và Lê Văn Lợi, khăn gói đi bộ từ Ba Tri ra Huế (lộ trình khoảng hơn 1000 cây số) - để đưa đơn lên nhờ vua phúc thẩm lại phán quyết bất công kia. Cuối cùng sau một thời gian dài dò đường đi, ba ông già cũng tới nơi. Lúc này vua Gia Long mới băng hà, vua Minh Mạng vừa lên ngôi. Vua thụ lý rồi xử cho dẹp bỏ đập, với lý do rạch là rạch chung, đường giao thông chung của cả chợ Ngoài lẫn chợ Trong.
Từ sau lần kiện tụng thành công đó, dân Bến Tre gọi ông Cả Kiểm là "ông già Ba Tri". Và vùng Bến Tre cũng là vùng đất của ông già Ba Tri, nổi tiếng với câu chuyện ba ông già đi bộ hơn 1000 cây số để đấu tranh cho lẽ phải.

## Lưu truyền
Câu chuyện về ông già Ba Tri lưu truyền trong dân gian và cũng được ghi lại trong một số sách: "Monographie de la province de Bến Tre" (Chuyên khảo tỉnh Bến Tre) do một người Pháp soạn năm 1929, "Kiến Hòa xưa và nay" của Huỳnh Minh (1965), "Tỉnh Bến Tre trong lịch sử Việt Nam (từ năm 1757 đến 1954)" của Nguyễn Duy Oanh (1971).
Cũng như các chuyện truyền miệng trong dân gian, chuyện về ông già Ba Tri có nhiều dị bản. Có những sách kể ông già Ba Tri nhưng không nói tên, chỉ chung chung những ông già đi kiện tụng đó. Song những câu chuyện này đều viết về những ông già đi bộ từ Bến Tre đến kinh đô Huế và kết cục là đòi được lẽ phải cho người dân chợ Trong. Ý nghĩa của câu chuyện là đề cao tinh thần dũng cảm, quyết tâm kiên trì bảo vệ lẽ phải, bất chấp mọi trở ngại, hiểm nguy qua hình tượng của "ông già Ba Tri".

### Trong ngôn ngữ
Tự điển Tiếng Việt của Lê Văn Đức và Lê Ngọc Trụ giải thích thành ngữ "Ông già Ba Tri": "Người già mà quắc thước, can đảm, có công sửa làng, giúp nước, lập chợ, mở đường".
Cho tới nay cụm từ này đã trở thành một thành ngữ chỉ những ông già kiên quyết hành động, bất chấp trở ngại tuổi tác, chứ không riêng chi mấy ông ở huyện Ba Tri nữa .